# Štiavnické Bane
Štiavnické Bane este o comună slovacă, aflată în districtul Banská Štiavnica din regiunea Banská Bystrica. Localitatea se află la altitudinea de 682 m deasupra n.m., se întinde pe o suprafață de 10,16 km2 și în 2017 număra 828 de locuitori.

## Istoric
Localitatea Štiavnické Bane este atestată documentar din 1352.

## Demografie
| An:                | 1994 | 2004   | 2014   | 2024   |
| ------------------ | ---- | ------ | ------ | ------ |
| Număr de persoane: | 841  | 773    | 836    | 839    |
| Diferență:         |      | −8,08% | +8,15% | +0,35% |

| An:                | 2023 | 2024   |
| ------------------ | ---- | ------ |
| Număr de persoane: | 832  | 839    |
| Diferență:         |      | +0,84% |